# Statens ämbetshus, Seinäjoki

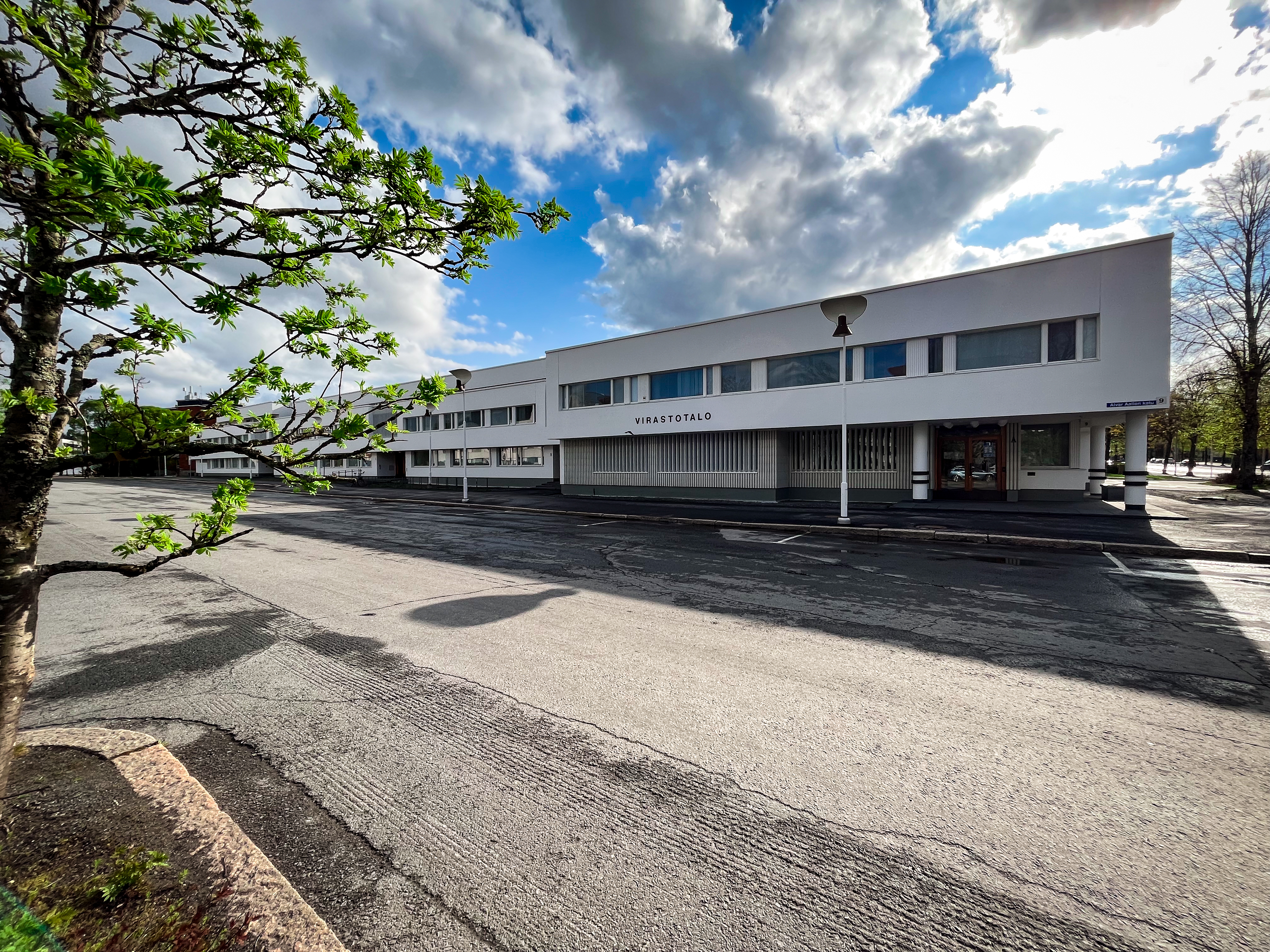
Statens ämbetshus i Seinäjoki år 2023.

Statens ämbetshus på Alvar Aaltogatan 9 i Seinäjoki i Södra Österbotten är en byggnad för offentlig förvaltning. Både skattebyrån och polisen har verkat i ämbetshuset; sedan har kommunal förvaltning övertagit byggnaden. Ämbetshuset är ritat av Alvar Aalto åren 1966–1968.